# Петров, Алексей Иванович (хоккеист)
Алексей Иванович Петров (род. 13 апреля 1981, Рига) — российский хоккеист, вратарь.

## Биография
Родился в Риге, на юношеском уровне играл за «Торпедо» Усть-Каменогорск и омский «Авангард». Играл в командах низших российских лиг «Авангард-2» (1997/98), «Северсталь-2» (1998/99 — 1999/2000), «Сибирь-2» (2000/01), «Янтарь» Северск (2001/02, «Шахтёр» Прокопьевск (2002—2003), «Сибирь-2» (2002/03), «Воронеж» (2003/04), «Зауралье» Курган (2004/05 — 2005/06). Выступал в чемпионате Казахстана и первой лиге за
«Иртыш» Павлодар (2006/07 — 2007/08), за «Вымпел» Междуреченск (2008/09), в чемпионате Казахстана за «Арлан» Кокшетау (2009/10, 2011/12), «Сарыарку» Караганда (2010/11).
Тренер (2011/12), тренер вратарей (2018/19 — 2019/20) «Арлана», тренер «Кристалла» Бердск U18.
Участник I чемпионата мира среди юниоров 1999 года. Участник молодёжного чемпионате мира 2001 года.